# De verborgen wereld
De verborgen wereld is een jeugdboek geschreven door Danielle Dergent. Het is het derde boek in de reeks na De magische sleutel (2009, deel 1) en De geheime gang (2010, deel 2) en werd uitgegeven in 2011.

## Verhaal
In dit derde boek komt Steven met de hulp van Fien en hun vrienden Imke en Kobe eindelijk te weten wat er precies in de verbrande Codex Argentus geschreven stond. Steven moet zich voorbereiden op de taak die voor hem in de Driehoekstijd is weggelegd en het weer opnemen tegen de Zwarte Kracht.